# Розсолода Іван Гнатович
Іван Гнатович Розсоло́да (нар. близько 1771, Нікополь — пом. ?) — український народний оповідач.
Народився близько 1771 року в місті Нікополі (тепер Дніпропетровська область, Україна) у сім'ї запорізького козака.
У 1880-х роках Дмитро Яворницький записав від 116-літнього Івана Гнатовича багато переказів, легенд, билиць та оповідок, уривків пісень (історичних, побутових), цікавих історичних даних про життя запорізьких козаків — про побут, звичаї, одяг, зброю, різні обладунки, музичні інструменти, звичаєве право козаків-січовиків: про особливості господарського життя, знаряддя праці, одяг, їжу, житло, хатнє начиння, звичаї та обряди осілих козаків (так званих гніздюків, чи сиднів) тощо. Ці матеріали Яворницький подав окремим розділом у своїй праці «Запорожье в остатках старины и преданиях народа» (частина 2. Санкт-Петербург, 1888).